# Organización territorial del Perú
De acuerdo con la Constitución, la República del Perú define su gobierno como un estado unitario, representativo y descentralizado, además se organiza según el principio de la separación de poderes.
El Perú se integra mediante 4 tipos de demarcaciones territoriales según la constitución: región, departamento, provincia y distrito. Adicionalmente, se integra a las circunscripciones territoriales a los centros poblados, según la ley de municipalidades.
Actualmente, el Perú está conformado por 24 departamentos, 196 provincias y 1891 distritos. Los centros poblados están constituidos por al menos 2859. La provincia constitucional del Callao tiene la categoría de "organización política departamental", junto a los demás departamentos, según la constitución política de 1993. La ciudad de Lima, provincia de Lima, por norma constitucional no integra a ninguna región.
El Perú se divide en tres niveles de gobierno: nacional, regional y local (municipal). El gobierno a nivel nacional comprende a los tres poderes del Estado y a los Organismos Constitucionalmente Autónomos. En el ámbito regional es ejercida en las regiones y departamentos. El ámbito a nivel local son ejercidas en las provincias, distritos y los centros poblados.
A nivel regional es gobernada por 25 gobiernos regionales. A nivel local es gobernada por los municipios: 196 municipios provinciales, 1 695 municipios distritales y 2 859 municipios de los centros poblados.
Los gobiernos locales de la provincia de Lima, y de los distritos y provincias de frontera tiene un régimen especial de gobierno. La Municipalidad Metropolitana de Lima tiene un régimen especial, mediante las leyes de descentralización y de las municipalidades. La Municipalidad de Lima tiene competencia y funciones, reconocidas a gobierno regional con jurisdicción en la provincia de Lima. Asimismo, los municipios de frontera tiene un régimen especial, según la ley de municipalidades. En el caso de la provincia del Callao, tiene dos nivel de gobiernos autónomos que ejercen en una misma jurisdicción: gobierno regional y gobierno local.
Sobre la capital: la sede de República del Perú es la ciudad de Lima. Según la ley 27783, la sede del gobierno regional es la capital del departamento respectivo. Asimismo, aclara en caso del departamento de Lima, la sede del gobierno regional es la capital de provincia de mayor población.
Desde el inicio del proceso de regionalización, el departamento de Lima, según la ley 27783, la sede del gobierno regional de Lima se tendría que ejercer desde la provincia de Lima, ciudad de Lima; sin embargo, desde la creación del gobierno regional de Lima en 2002, se gobierna de facto en la ciudad de Huacho, provincia de Huaura. En 2008, como resultado del censo que señala a Cañete como la provincia de mayor población, exceptuando la provincia de Lima, el pleno del consejo regional de Lima acordó por mayoría ratificar como "capital" del gobierno regional a la ciudad de Huacho. En 2021, se promulga la ley 31140, que distingue el ámbito que ejerce jurisdicción el gobierno regional de Lima, constituida por todas las provincias del departamento de Lima, a excepción de la provincia de Lima; por lo que, la sede de gobierno de iure es la ciudad de San Vicente de Cañete, capital de la provincia de Cañete, según el censo de 2017.
Actualmente, los gobiernos regionales ejercen jurisdicción sobre los departamentos. A nivel local, la municipalidad provincial ejerce jurisdicción sobre el territorio de la respectiva provincia y del distrito denominado "cercado" (distrito donde se encuentra la capital provincial). La municipalidad distrital, ejerce jurisdicción sobre el distrito. La jurisdicción de la municipalidad del centro poblado la determina el respectivo concejo provincial, a propuesta del concejo distrital.
Caso especial tiene el departamento de Lima: La Municipalidad Metropolitana de Lima tiene jurisdicción en la provincia de Lima según la constitución. Según la ley orgánica de municipalidades, la Municipalidad Metropolitana de Lima tiene la "decisión final" en caso de discrepancias generadas de la conurbación provincial. Con la creación de los gobiernos regionales en 2002 sobre la base de los departamentos, el gobierno regional de Lima tendría jurisdicción de iure sobre la provincia de Lima hasta 2021. En ese año, se promulga la Ley 31140 que distingue el ámbito que ejerce el gobierno regional de Lima, que está constituida por todas las provincias del departamento de Lima a excepción de la provincia de Lima, menciona que la "denominada Lima Metropolitana, capital de la República, ámbito en el cual la Municipalidad Metropolitana de Lima ejerce competencias propias de su régimen especial".

## Historia

### Antecedentes
Durante la época colonial, el Virreinato del Perú se componía de corregimientos , los cuales fueron reemplazados por intendencias en 1784, las cuales estaban formadas por partidos que agrupaban doctrinas (también llamadas parroquias). En consecuencia, al nacer el Estado peruano con la proclamación de la independencia del Perú hecha en Huaura el 27 de noviembre de 1820 por el general rioplatense José de San Martín, en su calidad de comandante en jefe de la Expedición Libertadora del Sur y de general en jefe del Ejército de los Andes, además de capitán general del Ejército de Chile, y formalizarse el acontecimiento mediante el Reglamento Provisional de 1821 expedido por San Martín en Huaura el 12 de febrero de 1821, las intendencias virreinales de los territorios bajo control del ejército libertador pasaron a constituirse en departamentos del Estado peruano, los cuales quedaron conformaros inicialmente por los mismos partidos y doctrinas virreinales. 
Fue recién tras el periodo del Protectorado del Perú (oficialmente "Régimen de los Departamentos Libres") dirigido por San Martín (del 3 de agosto de 1821 al 20 de octubre de 1822) y la reconfiguración del Estado peruano en la "República Peruana" (renombrada República del Perú desde la constitución de 1979 hasta la actualidad) con la promulgación de la primera constitución peruana por el primer Congreso Constituyente del Perú el 12 de noviembre de 1823 que se definió oficialmente la organización territorial y administrativa del Perú con departamentos conformados por provincias, y estas a su vez por distritos, figura que se la mantenido desde entonces.  

### Era republicana

#### Creación de los departamentos

Mapa de Mariano Felipe Paz Soldán.

En 1824, el Perú contaba con 11 departamentos: 
- Arequipa
- Costa (Hasta 1823)
- Cuzco
- Huamanga
- Huaylas
- Huánuco
- Lima
- Maynas
- Tarma
- Trujillo
- Puno

Estos, a su vez, fueron subdividiéndose progresivamente hasta llegar a 24 departamentos.
El 22 de abril de 1857, la provincia del Callao es elevada al nivel de provincia constitucional por el gobierno de Ramón Castilla, siendo la única que logró este estatus legal de autonomía interna (siguió formando parte del departamento de Lima).
Como resultado de la Guerra del Pacífico, el Perú pierde el departamento de Tarapacá y la provincia de Arica.

#### Creación y desactivación de las regiones
A mediados de la década de los 80, el gobierno de Alan García decretó la creación de regiones, con lo que inició la regionalización del Perú.
Esta primera regionalización se llevó a cabo con gran prisa, lo que produjo serios problemas administrativos y limítrofes, por lo que el proyecto fue abortado por el gobierno de Alberto Fujimori, manteniendo algunas de sus funciones por los Consejos Transitorios de Administración Regional (CTAR), a los que se les dio ámbito departamental. En marzo de 2002, el territorio peruano contaba con 24 departamentos, 194 provincias y 1828 distritos.

#### Creación de los gobiernos regionales y referéndums
El 16 de noviembre de 2002, durante el gobierno de Alejandro Toledo Manrique, se promulgó la Ley Orgánica de Gobiernos Regionales, publicada en el diario oficial El Peruano al día siguiente, en el que establece la reactivación del proceso de regionalización. En virtud de esta norma, se crearon en el país Gobiernos Regionales sobre el territorio de los departamentos. En octubre de 2005, se llevó a cabo el primer referéndum para la unión de distintos departamentos en regiones. Todas las iniciativas fueron rechazadas por la población, siendo el departamento de Arequipa el único lugar que ganó la propuesta por la regionalización.
Actualmente, el Perú continúa con los departamentos, que son entes administrativos del gobierno. Hasta la culminación del proceso de regionalización, la estructura estatal sigue considerando a los departamentos como base de la organización política territorial.

## Circunscripciones territoriales

Departamentos del Perú.

El territorio peruano se organiza en circunscripciones territoriales subdividido en regiones, departamentos, provincias, distritos y centros poblados para organizar al Estado y al gobierno en nivel nacional, regional y local. Asimismo, cada departamento cuenta con un gobierno regional.

### Circunscripciones del gobierno regional: Departamentos
En la actualidad, el país está dividido en 24 departamentos, la provincia constitucional del Callao, y la provincia de Lima herencia del antiguo modelo de organización territorial, que se prevé conformen regiones mediante fusión de las mismas aprobadas vía referéndum. Sin embargo, actualmente el Perú se divide en estos departamentos:
- Amazonas
- Áncash
- Apurímac
- Arequipa
- Ayacucho
- Cajamarca
- Callao
- Cusco
- Huancavelica
- Huánuco
- Ica
- Junín
- La Libertad
- Lambayeque
- Lima Metropolitana
- Lima Provincias
- Loreto
- Madre de Dios
- Moquegua
- Pasco
- Piura
- Puno
- San Martín
- Tacna
- Tumbes
- Ucayali

Oficialmente no se han creado regiones en los últimos 45 años en el Perú, pero en cada departamento y en la provincia constitucional del Callao se eligen Gobiernos Regionales cada 4 años; con salvedad, la provincia de Lima, sede de Gobierno Nacional, no conforma parte de la jurisdicción de ningún gobierno regional.

### Circunscripciones del gobierno local: Provincias y Distritos
El país se halla dividido en 196 provincias, las cuales se dividen a su vez en 1892 distritos. Las provincias y distritos creados desde 2010 son:
| N.º | Ubigeo | Provincia | Capital                  | Departamento | N.º de ley | Fecha de aprobación Congreso | Fecha de ley |
| --- | ------ | --------- | ------------------------ | ------------ | ---------- | ---------------------------- | ------------ |
| 196 | 1608   | Putumayo  | San Antonio del Estrecho | Loreto       | 30186      | 10/04/2014                   | 05/05/2014   |

| №    | Ubigeo | Distrito                          | Capital                      | Provincia               | Departamento | N° de ley | Fecha de aprobación Congreso | Fecha de ley |
| ---- | ------ | --------------------------------- | ---------------------------- | ----------------------- | ------------ | --------- | ---------------------------- | ------------ |
| 1835 | 090511 | Cosme                             | Santa Clara de Cosme         | Churcampa               | Huancavelica | 29538     | 07/06/2010                   | 07/06/2010   |
| 1836 | 100112 | Yacus                             | Yacus                        | Huánuco                 | Huánuco      | 29540     | 12/06/2010                   | 14/06/2010   |
| 1837 | 190308 | Constitución                      | Constitución                 | Oxapampa                | Pasco        | 29541     | 12/06/2010                   | 14/06/2010   |
| 1838 | 050509 | Samugari                          | Palmapampa                   | La Mar                  | Ayacucho     | 29558     | 14/07/2010                   | 15/07/2010   |
| 1839 | 200115 | Veintiséis de Octubre             | San Martín                   | Piura                   | Piura        | 29991     | 15/01/2013                   | 02/02/2013   |
| 1840 | 050116 | Andrés Avelino Cáceres Dorregaray | Ciudad Jardín                | Huamanga                | Ayacucho     | 30013     | 09/04/2013                   | 26/04/2013   |
| 1841 | 050510 | Anchihuay                         | Anchihuay                    | La Mar                  | Ayacucho     | 30086     | 12/09/2013                   | 28/09/2013   |
| 1842 | 050409 | Canayre                           | Canayre                      | Huanta                  | Ayacucho     | 30087     | 12/09/2013                   | 28/09/2013   |
| 1843 | 160802 | Rosa Panduro                      | Santa Mercedes               | Putumayo                | Loreto       | 30186     | 10/04/2014                   | 05/05/2014   |
| 1844 | 160804 | Yaguas                            | Remanso                      | Putumayo                | Loreto       | 30186     | 10/04/2014                   | 05/05/2014   |
| 1845 | 070107 | Mi Perú                           | Mi Perú                      | Callao                  | Callao       | 30197     | 30/04/2014                   | 16/05/2014   |
| 1846 | 050410 | Uchuraccay                        | Huaynacancha                 | Huanta                  | Ayacucho     | 30221     | 27/06/2014                   | 10/07/2014   |
| 1847 | 080911 | Inkawasi                          | Amaybamba                    | La Convención           | Cusco        | 30265     | 30/10/2014                   | 18/11/2014   |
| 1848 | 090719 | Quichuas                          | Quichuas                     | Tayacaja                | Huancavelica | 30278     | 14/11/2014                   | 02/12/2014   |
| 1849 | 080912 | Villa Virgen                      | Villa Virgen                 | La Convención           | Cusco        | 30279     | 14/11/2014                   | 02/12/2014   |
| 1850 | 090720 | Andaymarca                        | Andaymarca                   | Tayacaja                | Huancavelica | 30280     | 14/11/2014                   | 02/12/2014   |
| 1851 | 030220 | José María Arguedas               | Huancabamba                  | Andahuaylas             | Apurímac     | 30295     | 15/12/2014                   | 27/12/2014   |
| 1852 | 250304 | Neshuya                           | Monte Alegre                 | Padre Abad              | Ucayali      | 30310     | 25/02/2015                   | 16/03/2015   |
| 1853 | 250305 | Alexander von Humboldt            | Alexander von Humboldt       | Padre Abad              | Ucayali      | 30310     | 25/02/2015                   | 16/03/2015   |
| 1854 | 050411 | Pucacolpa                         | Huallhua                     | Huanta                  | Ayacucho     | 30320     | 07/04/2015                   | 27/04/2015   |
| 1855 | 120609 | Vizcatán del Ene                  | San Miguel del Ene           | Satipo                  | Junín        | 30346     | 18/09/2015                   | 02/10/2015   |
| 1856 | 080913 | Villa Kintiarina                  | Villa Kintiarina             | La Convención           | Cusco        | 30349     | 01/10/2015                   | 14/10/2015   |
| 1857 | 230111 | La Yarada-Los Palos               | Los Palos                    | Tacna                   | Tacna        | 30358     | 22/10/2015                   | 07/11/2015   |
| 1858 | 100704 | La Morada                         | La Morada                    | Marañón                 | Huánuco      | 30360     | 22/10/2015                   | 11/11/2015   |
| 1859 | 100607 | Pucayacu                          | Pucayacu                     | Leoncio Prado           | Huánuco      | 30376     | 27/11/2015                   | 07/12/2015   |
| 1860 | 100608 | Castillo Grande                   | Castillo Grande              | Leoncio Prado           | Huánuco      | 30377     | 27/11/2015                   | 07/12/2015   |
| 1861 | 100705 | Santa Rosa de Alto Yanajanca      | Santa Rosa de Alto Yanajanca | Marañón                 | Huánuco      | 30378     | 27/11/2015                   | 07/12/2015   |
| 1862 | 100113 | San Pablo de Pillao               | San Pablo de Pillao          | Huánuco                 | Huánuco      | 30379     | 27/11/2015                   | 07/12/2015   |
| 1863 | 050412 | Chaca                             | Chaca                        | Huanta                  | Ayacucho     | 30387     | 27/11/2015                   | 16/12/2015   |
| 1864 | 090721 | Roble                             | Puerto San Antonio           | Tayacaja                | Huancavelica | 30388     | 27/11/2015                   | 16/12/2015   |
| 1865 | 090722 | Pichos                            | Pichos                       | Tayacaja                | Huancavelica | 30391     | 27/11/2015                   | 19/12/2015   |
| 1866 | 030609 | Rocchacc                          | Rocchacc                     | Chincheros              | Apurimac     | 30392     | 27/11/2015                   | 19/12/2015   |
| 1867 | 030610 | El Porvenir                       | San Pedro de Huamburque      | Chincheros              | Apurimac     | 30393     | 09/12/2015                   | 19/12/2015   |
| 1868 | 100611 | Pueblo Nuevo                      | Pueblo Nuevo                 | Leoncio Prado           | Huánuco      | 30440     | 11/05/2016                   | 27/05/2016   |
| 1869 | 090723 | Santiago de Tucuma                | Santiago de Tucuma           | Tayacaja                | Huancavelica | 30445     | 27/05/2016                   | 28/05/2016   |
| 1870 | 030611 | Los Chankas                       | Río Blanco                   | Chincheros              | Apurimac     | 30455     | 27/05/2016                   | 13/06/2016   |
| 1871 | 050511 | Oronccoy                          | Oronccoy                     | La Mar                  | Ayacucho     | 30457     | 27/05/2016                   | 14/06/2016   |
| 1872 | 080914 | Megantoni                         | Camisea                      | La Convención           | Cusco        | 30481     | 15/06/2016                   | 05/07/2016   |
| 1873 | 100609 | Santo Domingo de Anda             | Pacae                        | Leoncio Prado           | Huánuco      | 30491     | 15/07/2016                   | 23/07/2016   |
| 1874 | 211105 | San Miguel                        | San Miguel                   | San Román               | Puno         | 30492     | 14/07/2016                   | 26/07/2016   |
| 1875 | 090724 | Lambras                           | Santa María                  | Tayacaja                | Huancavelica | 31092     | 02/11/2020                   | 17/12/2020   |
| 1876 | 221006 | Santa Lucía                       | Santa Lucía                  | Tocache                 | San Martín   | 31128     | 22/12/2020                   | 04/03/2021   |
| 1877 | 050512 | Unión Progreso                    | San Antonio                  | La Mar                  | Ayacucho     | 31130     | 15/01/2021                   | 05/03/2021   |
| 1878 | 090725 | Cochabamba                        | Cochabamba Grande            | Tayacaja                | Huancavelica | 31132     | 25/11/2020                   | 09/03/2021   |
| 1879 | 250306 | Huipoca                           | Huipoca                      | Padre Abad              | Ucayali      | 31133     | 15/01/2021                   | 09/03/2021   |
| 1880 | 050413 | Putis                             | Rodeo                        | Huanta                  | Ayacucho     | 31134     | 11/12/2020                   | 09/03/2021   |
| 1881 | 050513 | Río Magdalena                     | Monterrico                   | La Mar                  | Ayacucho     | 31135     | 09/12/2020                   | 09/03/2021   |
| 1882 | 050514 | Ninabamba                         | Ninabamba                    | La Mar                  | Ayacucho     | 31137     | 02/12/2020                   | 16/03/2021   |
| 1883 | 050515 | Patibamba                         | Patibamba                    | La Mar                  | Ayacucho     | 31138     | 02/12/2020                   | 16/03/2021   |
| 1884 | 250307 | Boquerón                          | Boquerón                     | Padre Abad              | Ucayali      | 31141     | 15/01/2021                   | 18/03/2021   |
| 1885 | 080915 | Kumpirushiato                     | Kepashiato                   | La Convención           | Cusco        | 31142     | 09/12/2020                   | 18/03/2021   |
| 1886 | 080916 | Cielo Punco                       | Chirumpiari                  | La Convención           | Cusco        | 31162     | 09/12/2020                   | 07/04/2021   |
| 1887 | 080917 | Manitea                           | Tawantinsuyo                 | La Convención           | Cusco        | 31163     | 11/12/2020                   | 07/04/2021   |
| 1888 | 030612 | Ahuayro                           | Ahuayro                      | Chincheros              | Apurimac     | 31186     | 12/03/2021                   | 02/05/2021   |
| 1889 | 080918 | Unión Asháninka                   | Mantaro                      | La Convención           | Cusco        | 31197     | 11/03/2021                   | 18/05/2021   |
| 1890 | 180107 | San Antonio                       | San Antonio                  | Mariscal Nieto          | Moquegua     | 31216     | 02/12/2020                   | 15/06/2021   |
| 1891 | 130112 | Alto Trujillo                     | Alto Trujillo                | Trujillo                | La Libertad  | 31644     | 22/11/2022                   | 15/12/2022   |
| 1892 | 160405 | Santa Rosa de Loreto              | Santa Rosa                   | Mariscal Ramón Castilla | Loreto       | 32403     | 11/6/2025                    | 3/7/2025     |

Fuente: Normas Legales del Diario Oficial El Peruano, según fecha de publicación, que en todos los casos es el día siguiente de la fecha de Ley, y/o Secretaria de Demarcación y Organización Territorial de la Presidencia del Consejo de Ministros.
Además, se halla en proceso de regionalización, es decir, conformar regiones por la unión de los territorios de dos o más departamentos, mediante referéndums vinculantes, aunque en los últimos tiempos se ha visto una negativa hacia ésta.
La descentralización del país ha provocado la desconcentración económica hacia los gobiernos regionales y locales, especialmente, por las transferencias de recursos provenientes del canon minero, logrando el incremento en la inversión municipal y regional.

## Gobernanza
El Perú se divide en tres nivel de gobierno: nacional, regional y local (municipal). El gobierno a nivel nacional comprende a los tres poderes del Estado y a los Organismos Constitucionalmente Autónomos. En el ámbito regional es ejercida en las regiones y departamentos. El ámbito a nivel local son ejercidas en las provincias, distritos y los centros poblados.
Cada gobierno regional tiene autonomía, o el derecho de normar, regular y administrar los asuntos públicos de su competencia. 
- La autonomía puede ser política para adoptar y concordar políticas, aprobar y expedir normas, decidir a través de sus órganos de gobierno y desarrollar sus funciones.
- La autonomía administrativa se refiere a la facultad de organizarse además de reglamentar y determinar los servicios públicos.
- Finalmente, la autonomía económica es la facultad de crear, recaudar y administrar sus rentas e ingresos propios así como aprobar sus presupuestos institucionales. Esto debe ser conforme a las Leyes de Gestión Presupuestaria del Estado y las Leyes Anuales de Presupuesto. Su ejercicio supone reconocer el derecho a percibir los recursos que les asigne el Estado para el cumplimiento de sus funciones y competencias.[36]

### Descentralización
La descentralización consiste en la separación de competencias y funciones entre los tres niveles de gobierno (gobierno nacional, regional y local) así como un equilibrado ejercicio del poder en beneficio de la población. Debe ser un proceso permanente, dinámico, irreversible, democrática, integral, subsidaria y gradual. 
Los objetivos que persiguen son:
- Políticos: la unidad y la eficiencia del Estado; la representación política y de intermediación; participación y fiscalización de los ciudadanos; institucionalización de los gobiernos regionales y locales.[39]
- Económicos: Desarrollo económico, autosostenido y de la competitividad de las diferentes regiones y localidades del país; cobertura y abastecimiento de servicios sociales; disposición de la infraestructura económica y social para promover la inversión descentralizada; redistribución equitativa de recursos del Estado; la potenciación del financiamiento regional y local.[39]
- Administrativos: Modernización y eficiencia de los procesos y sistemas de administración; simplificación de trámites; evitar la duplicación de funciones y recursos.[39]
- Sociales: Crear capital humano competitivo a nivel nacional e internacional; participación ciudadana, participación de comunidades campesinas y nativas; promover el desarrollo humano.[39]
- Ambientales: Un ordenamiento territorial y del entorno ambiental sostenible; gestión sostenible de los recursos naturales y de calidad ambiental; coordinación y concertación interinstitucional y participación ciudadana en todos los niveles del Sistema Nacional de Gestión Ambiental.[39]

#### Consejo Nacional de Descentralización
Se creó bajo la ley N.º 27783 de Bases de la Descentralización como organismo independiente y descentralizado adscrito a la PCM y cuyo presidente fue el sociólogo Luis Thais Díaz. Se encargó de la dirección y la conducción del proceso de descentralización. Estaba conformado por 9 representantes: 1 representante del Presidente, 2 del PCM, 2 del Ministerio de Economía, 2 de los Gobiernos Regionales y 2 de los Gobiernos Locales.
Sus funciones fueron:
- Conducir, ejecutar, monitorear y evaluar la transferencia de competencias y recursos
- Capacitar y preparar en gestión y gerencia pública a nivel regional y municipal.
- Coordinar los planes de desarrollo nacional, regional y local
- Canalizar y apoyar la cooperación técnica nacional e internacional.
- Brindar asistencia técnica y financiera no reembolsable en materia de inversiones y concesiones, en coordinación con los organismos especializados del gobierno nacional.
- Desarrollar y conducir un sistema de información para el proceso de descentralización.
- Promover la integración regional y su fortalecimiento.

Para supervisar este proceso, la Ley de Bases de la Descentralización creó el Consejo Nacional de Descentralización. Sin embargo, esta institución fue criticada de ser burocrática e inefectiva por el gobierno de Alan García. Por eso, el 24 de enero de 2007, el consejo fue abolido y reemplazado por la Secretaría de Descentralización, una dependencia del despacho del primer ministro. Dos meses después, los presidentes regionales reunidos en la ciudad de Huánuco establecieron una Asamblea Nacional de Gobiernos Regionales como una institución de coordinación alternativa, independiente del Gobierno Central.
Fue disuelto en un proceso llamado fusión por absorción del Consejo Nacional de Descentralización por la PCM Secretaría de Descentralización, en el gobierno del Alan García en el 2007.

#### Secretaría de Descentralización
Es el órgano que se encarga de dirigir y conducir el proceso de descentralización. Depende de la Secretaría General de la PCM. Es un enlace entre el Gobierno Nacional, y los Gobiernos Regionales y Locales.

## Ordenamiento territorial

### Delimitación territorial
Según datos del INEI, del total de creaciones políticas en el Perú desde la época de la Independencia hasta la actualidad, se tiene que el 68% de provincias y el 85% de distritos se encuentran sin límites definidos (esto sin considerar la relación con la cartografía básica). Asimismo, el 85 % de los centros poblados que constituyen las provincias y distritos no poseen reconocimiento oficial de categorías establecidas según D.S 044-90-PCM. Por lo tanto, es una gran tarea en estos asuntos que las municipalidades provinciales y distritales, se propongan elaborar la delimitación y demarcación de su territorio para solucionar, fortalecer la unidad y desarrollo del país, además de sus pueblos.

## División del Poder Judicial: distritos judiciales
El Poder Judicial del Perú organiza su acción basándose en Cortes Superiores de Justicia o distritos judiciales (33). A diferencia de la organización territorial administrativa, basada en la afinidad, identidad o lazos históricos de los cohabitantes de un determinado territorio, la organización territorial judicial es más pragmática, como las vías de comunicación que existen entre las distintas localidades y la cantidad de procesos que puede asumir cada Sala para que el funcionamiento de éstas sea lo más eficaz posible. Ese es el caso de la provincia de Lima, donde se tuvieron que crear cinco salas para dar abasto a toda la carga procesal que existe en esa jurisdicción.

## División del Poder Legislativo: circunscripciones electorales
A nivel nacional, el Congreso de la República se elige en 27 circunscripciones electorales conformados por la circunscripción territorial de los departamentos; el departamento de Lima se divide en dos circunscripciones electorales: Lima (provincia de Lima) y Lima Provincias (todo el departamento de Lima a excepción de la provincia de Lima); la provincia constitucional del Callao y Peruanos en el exterior.